# العلاقات السلوفاكية الفيجية
العلاقات السلوفاكية الفيجية هي العلاقات الثنائية التي تجمع بين سلوفاكيا وفيجي.

## مقارنة بين البلدين
هذه مقارنة عامة ومرجعية للدولتين:
| وجه المقارنة                                              | سلوفاكيا                                                       | فيجي                                                                 |
| --------------------------------------------------------- | -------------------------------------------------------------- | -------------------------------------------------------------------- |
| المساحة (كم2)                                             | 49.03 ألف                                                      | 18.27 ألف                                                            |
| عدد السكان (نسمة)                                         | 5.44 مليون                                                     | 915.30 ألف                                                           |
| الكثافة السكانية (ن./كم²)                                 | 110.95                                                         | 50.1                                                                 |
| العاصمة                                                   | براتيسلافا                                                     | سوفا                                                                 |
| اللغة الرسمية                                             | اللغة السلوفاكية                                               | لغة إنجليزية، اللغة الفيجية، اللغة الفيجي الهندية، اللغة الهندستانية |
| العملة                                                    | كرونة سلوفاكية، يورو                                           | دولار فيجي                                                           |
| الناتج المحلي الإجمالي (بليون دولار)                      | 95.77 مليار                                                    | 5.06 مليار                                                           |
| الناتج المحلي الإجمالي (تعادل القوة الشرائية) بليون دولار | 162.34 مليار                                                   | 8.32 مليار                                                           |
| الناتج المحلي الإجمالي الاسمي للفرد دولار أمريكي          | 16.09 ألف                                                      | 4.96 ألف                                                             |
| الناتج المحلي الإجمالي للفرد دولار أمريكي                 | 30.46 ألف                                                      | 8.79 ألف                                                             |
| مؤشر التنمية البشرية                                      | 0.844                                                          | 0.727                                                                |
| رمز المكالمات الدولي                                      | +421                                                           | +679                                                                 |
| رمز الإنترنت                                              | .sk                                                            | .fj                                                                  |
| المنطقة الزمنية                                           | توقيت وسط أوروبا، ت ع م+01:00، ت ع م+02:00، أوروبا/براتيسلافا ‏ | ت ع م+12:00                                                          |

## منظمات دولية مشتركة
يشترك البلدان في عضوية مجموعة من المنظمات الدولية، منها:
| علم المنظمة | اسم المنظمة                               | تاريخ انضمام سلوفاكيا | تاريخ انضمام فيجي |
| ----------- | ----------------------------------------- | --------------------- | ----------------- |
|             | الاتحاد البريدي العالمي                   | ?                     | ?                 |
|             | يونسكو                                    | 9 فبراير 1993         | 14 يوليو 1983     |
|             | البنك الدولي للإنشاء والتعمير             | 1993                  | 28 مايو 1971      |
|             | منظمة التجارة العالمية                    | ?                     | ?                 |
|             | وكالة ضمان الاستثمار متعدد الأطراف        | 1993                  | 24 سبتمبر 1990    |
|             | الاتحاد الدولي للاتصالات                  | 23 فبراير 1993        | 5 مايو 1971       |
|             | منظمة الشرطة الجنائية الدولية             | ?                     | ?                 |
|             | مؤسسة التمويل الدولية                     | 1993                  | 12 يوليو 1979     |
|             | الأمم المتحدة                             | 19 يناير 1993         | 13 أكتوبر 1970    |
|             | مؤسسة التنمية الدولية                     | 1993                  | 29 سبتمبر 1972    |
|             | منظمة حظر الأسلحة الكيميائية              | ?                     | ?                 |
|             | المركز الدولي لتسوية المنازعات الاستشارية | 26 يونيو 1994         | 10 سبتمبر 1977    |

## وصلات خارجية
- موقع وزارة الخارجية السلوفاكية
- موقع وزارة الخارجية الفيجية